# Optical character recognition
Optical character recognition, ofte forkortet OCR, optisk tegngenkendelse, er den mekaniske eller tekniske konvertering af håndlavede, skrevne eller printede billeder med tekst, til maskinredigerbar tekst. Tidligere har man lettet den maskinelle genkendelse ved at benytte specielle skrifter, såsom OCR-A og OCR-B, til dokumenter, der senere skulle kunne læses maskinelt.
Dette bruges blandt andet af spambots til at læse CAPTCHA og af scannere til at danne en maskinlæsbar tekst, så man bl a kan søge og kopiere ord.

## OCR-Software
- Adobe Acrobat Professional (Windows, Mac OS)
- BIT-Alpha (Windows)
- ExactScan Pro (Mac OS)
- FineReader (Unix, Windows)
- Neoptec (Windows, Mac OS, Unix)
- Nicomsoft OCR (Windows, Unix)
- OCRKit (Mac OS)
- Readiris (Unix, Windows, Mac OS)
- Scansoft Omnipage (Windows)

| filosofi | Spire Denne filosofiartikel er en spire som bør udbygges. Du er velkommen til at hjælpe Wikipedia ved at udvide den. |